# Республиканский центр трансфера технологий
Республиканский центр трансфера технологий (РЦТТ) — добровольное объединение органов государственного управления, коммерческих и некоммерческих организаций или их подразделений, осуществляющих формирование политики Республики Беларусь в сфере трансфера технологий или занятых в сфере трансфера технологий. РЦТТ является некоммерческой организацией.
РЦТТ является координирующей организацией Сети РЦТТ, ведущей сети трансфера технологий в Республике Беларусь, и осуществляет методическое руководство всеми центрами трансфера технологий в Беларуси. Также РЦТТ, по версии МИД Республики Беларусь, признан брендом Республики Беларусь в сфере трансфера технологий.
Основное направление деятельности РЦТТ заключается в содействии сотрудничеству между разработчиками, предпринимателями и инвесторами, поддержке информационных баз данных, обслуживающих клиентов технологического трансфера.

## История[2][3][4]
13 февраля 2002 г. Минский областной исполнительный комитет решением № 84 зарегистрировал Фонд «Национальный центр трансфера технологий» (НЦТТ). Учредителями НЦТТ стали Фонд информатизации Республики Беларусь, Белорусский инновационный фонд, закрытое акционерное общество «Агротехнаука» и Фонд «Национальный центр развития предпринимательства».
На первом заседании Попечительского совета Фонда на должность генерального директора Фонда назначен исполнительный директор проекта Правительства Республики Беларусь, Программы развития ООН в Беларуси (ПРООН) и Организации Объединённых Наций по промышленному развитию (ЮНИДО) «Совершенствование инфраструктуры поддержки инновационной деятельности в Республике Беларусь» (2001—2004 гг.) Александр Успенский.
В апреле 2003 года Комитетом по науке и технологиям при Совете Министров Республики Беларусь совместно с НАН Беларуси, (ПРООН) и (ЮНИДО) принято решение создать при Инновационной ассоциации «Академтехнопарк» структурное подразделение «Республиканский центр трансфера технологий» (РЦТТ) и возложить на него функции НЦТТ. Создание РЦТТ утверждено Правлением Инновационной ассоциации «Академтехнопарк» (протокол № 3 от 28 апреля 2003 г.). С 1 мая 2003 г. РЦТТ стал работать на основании Положения о РЦТТ, которое было согласовано с Комитетом по науке и технологиям при Совете Министров Республики Беларусь, НАН Беларуси и утверждено директором Инновационной ассоциации «Академтехнопарк». РЦТТ стал нести все обязательства перед клиентами и партнёрами по всем договорам и соглашениям, заключённым НЦТТ до 1 мая 2003 г. Директором РЦТТ был назначен Александр Успенский.
23 января 2012 г. решением собрания членов Инновационной ассоциации «Академтехнопарк» РЦТТ преобразован в Инновационную ассоциацию «Республиканский центр трансфера технологий», которая стала правопреемником Инновационной ассоциации «Академтехнопарк». Была принята новая редакция Устава и Учредительного договора, в соответствии с которыми членами РЦТТ могут быть органы госуправления, коммерческие и некоммерческие организации или их подразделения, выполняющие функции центров трансфера технологий. 26 марта 2013 г. Минский горисполком зарегистрировал в установленном порядке Инновационную ассоциацию «Республиканский центр трансфера технологий» с регистрационным номером 190391959.
23 Декабря 2013 г. Республиканский центр трансфера технологий аккредитован как научная организация.
3 июня 2015 г. Инновационная ассоциация «Республиканский центр трансфера технологий» и Союз юридических лиц «Республиканская конфедерация предпринимательства» (СЮЛ «РКП») подписали с Европейской Комиссией (ЕК) Соглашение о реализации проекта «Белорусский бизнес-инновационный центр Европейской сети поддержки трансфера технологий, развития предпринимательства и установления партнёрств в области научных исследований в Европе — EEN Belarus». В соответствии с подписанным Соглашением РЦТТ выступает как координатор проекта, а СЮЛ «РКП» как партнёр проекта на территории Республики Беларусь. Начало проекта — 15 марта 2015 г., окончание — 31 декабря 2020 г. с возможностью продления до 31 декабря 2021 г. Цель проекта «EEN Belarus» — содействие трансферу технологий, бизнес-кооперации и установлению партнёрств в области научных исследований среди малых и средних предприятий и научных организаций Беларуси и Европейского Союза, направленное на повышение их конкурентоспособности. Инновационная ассоциация «Республиканский центр трансфера технологий» и Союз юридических лиц «Республиканская конфедерация предпринимательства» стали контактными точками сети EEN.

## Организационная структура Сети РЦТТ
Организационная структура Сети РЦТТ включает в себя в качестве её участников членов, клиентов, партнёров и координирующую организацию.
Членами сети являются научно-исследовательские организации, высшие учебные заведения, предприятия и организации всех форм собственности, которые имеют в своей структуре центры трансфера технологий (ЦТТ) или подразделения, отвечающие за трансфер технологий. Член сети взаимодействует со своими клиентами в пределах своей организации или региона (если член сети − региональный центр трансфера технологий). В рамках принятой в сети РЦТТ методологии члены сети помогают своим клиентам:
• готовить предложения о предлагаемых или требуемых инновационных технологиях, которые в виде структурированных профилей, так называемых технологических предложений или технологических запросах, размещаются членами сети на Интернет-портале РЦТТ или по просьбе членов сети размещается координирующей организацией в зарубежных сетях трансфера технологий или на сайтах зарубежных партнёров координирующей организации;
• готовить информацию о разработках, продукции и услугах организации/предприятия для размещения на виртуальной выставке на Интернет-портале РЦТТ;
• осуществлять мониторинг внешнего и внутреннего рынков для поиска адресного потребителя разработок организации с помощью автоматизированной системы организации мониторинга внешнего и внутреннего рынков для поиска адресного потребителя разработок Национальной академии наук Беларуси, размещённой на Интернет-портале РЦТТ .
Таким образом, члены сети формируют свои локальные базы данных, которые образуют единую базу РЦТТ. Члены сети несут полную ответственность за содержание, поддержание и обновление своих баз данных.
Клиенты сети — поставщики и потребители технологий (научно-исследовательские и конструкторские организации, учебные заведения, предприятия и организации всех форм собственности, физические лица), инвесторы.
Партнёры сети — национальные, международные и зарубежные организации и программы, которые содействуют развитию Сети РЦТТ через участие в совместных проектах. Постоянными национальными партнёрами сети являются Государственный комитет по науке и технологиям Республики Беларусь и Национальная академия наук Беларуси. Среди международных организаций — Программа развития ООН в Беларуси, Программа Объединённых Наций по промышленному развитию, Фонд сотрудничества «Центральная Европейская Инициатива» (ЦЕИ), 7-я Рамочная программа ЕС, Программа Региона Балтийского моря на 2011-2013гг, Программа трансграничного сотрудничества «Латвия-Литва-Беларусь», Программа EC «COSME» и др., а также 90 зарубежных организаций в 23 странах мира партнёров Сети РЦТТ.
РЦТТ − координирующая организация, осуществляющая управление и координацию работы сети, а также разработку и совершенствование программного обеспечения, обеспечивающего сетевое взаимодействие всех её участников.
Аналогичным образом осуществляют свою деятельность Российская сеть трансфера технологий, украинская Национальная сеть трансфера технологий, Enterprise Europe Network (EEN), yet2.com, AUTM и другие.